# Arceuthobium laricis
Arceuthobium laricis ist eine Pflanzenart aus der Gattung Arceuthobium in der Familie der Sandelholzgewächse (Santalaceae). Es ist ein Halbschmarotzer, dessen Wirtspflanze hauptsächlich die im westlichen Nordamerika heimische Westamerikanische Lärche (Larix occidentalis) ist.

## Beschreibung
Wie für Arceuthobium-Arten typisch besitzt die Pflanze sehr reduzierte vegetative Pflanzenteile und Blätter. Der größte Teil der Pflanze lebt unter der Rinde der Wirtspflanze verborgen. Die sichtbaren vegetativen Pflanzenteile sind blattlos und hellbraun bis dunkelpurpur gefärbt; sie werden 5 bis 10 Zentimeter groß. Die vegetativen Pflanzenteile besitzen etwas Chlorophyll und betreiben in geringem Umfang Photosynthese; die Pflanze ist jedoch auf Wasser und Nährstoffe der Wirtspflanze angewiesen.
Arceuthobium laricis ist zweihäusig getrenntgeschlechtig (diözisch), es gibt also männliche und weibliche Pflanzenexemplare. Die Blütezeit ist im Juli bis August. Die Bestäubung wird durch Insekten und durch den Wind gewährleistet. Die Reifezeit der Früchte beträgt etwa 13 bis 14 Monate ab der Bestäubung. Jede reife Frucht enthält nur einen etwa 2 mm großen Samen; auf dem einzelnen Spross entwickeln sich jedoch mehrere Früchte gleichzeitig. Die reifen Samen werden mit hoher Geschwindigkeit von der Pflanze weggeschleudert. Die meisten Samen landen etwa 3 bis 5 Meter vom Entstehungsort entfernt, einzelne überwinden jedoch 13 bis 15 Meter. Eine klebrige hygroskopische Samenhülle bewirkt, dass fallende Samen an Hindernissen haften bleiben. Die meisten Samen landen auf der Benadelung der Wirtsbäume. Die Samenhülle wirkt wie ein Gleitmittel; die Samen rutschen langsam ab und bleiben oftmals auf der Rinde an der Basis der Nadelrosette liegen. Die Samenhülle trocknet und fixiert den Samen an seinem Ort; wo der Samen überwintert. Die meisten Samen gehen durch Insekten und Pilze, aber auch durch die Einwirkung von Regen und Schnee verloren. Nur ein Bruchteil der Samen überdauert den Winter und verursacht eine neue Infektion einer Wirtspflanze. Die Samen keimen im zeitigen Frühjahr. Die jungen Wurzelsprosse wachsen entlang der Rinde, bis sie auf eine mögliche Eintrittsstelle, meist eine Nadelrosette, treffen. Die meisten erfolgreichen Infektionen finden an ein- bis fünfjährigen Zweigen statt; bei älteren Zweigen bietet die dickere Rinde des Wirtsbaumes bereits besseren Schutz. Zwei bis drei Jahre nach der Infektion entwickeln sich die sichtbaren Sprosse. Der Lebenszyklus von der Keimung bis zum Auswurf der ersten Samen dauert etwa 4 bis 5 Jahre.

## Verbreitung
Das Verbreitungsgebiet der Arceuthobium laricis ist praktisch identisch mit dem ihrer hauptsächlichen Wirtspflanze, der Westamerikanischen Lärche. Die Vorkommen liegen im kanadischen Britisch-Kolumbien sowie in den US-Bundesstaaten Oregon, Washington, Idaho und Montana.

## Ökologie
Waldbrände sind ein natürliches Regulativ; sie können die Population der Arceuthobium laricis deutlich eindämmen.
Mehrere Arten von Insekten und Pilzen, darunter die Art Cylindrocarpon gillii  können den Parasiten ebenfalls schädigen.

## Systematik
Die gültige Erstbeschreibung stammt vom US-amerikanischen Botaniker Harold St. John. Die Art wird von manchen Autoren auch als eine Form Arceuthobium campylopodum Engelm. forma laricis (Piper) L.S. Gill zu Arceuthobium campylopodum gestellt.

## Wirtspflanzen und forstwirtschaftliche Bedeutung
Die bevorzugte Wirtspflanze der Arceuthobium laricis ist die Westamerikanische Lärche. Daneben wird vor allem in den Bitterroot Mountains im nördlichen Idaho und im westlichen Montana die Berg-Hemlocktanne (Tsuga mertensiana) befallen.
Die Unterart Pinus contorta subsp. latifolia der Drehkiefer wird dort, wo sie gemeinsam mit der Westamerikanischen Lärche wächst, häufig befallen. Manchmal siedelt Arceuthobium laricis auch auf der Felsengebirgstanne (Abies lasiocarpa), der Gelbkiefer (Pinus ponderosa) und der Purpurtanne (Abies amabilis). Selten werden auch die Küstentanne (Abies grandis), die Engelmann-Fichte (Picea engelmannii), die Westliche Weymouths-Kiefer (Pinus monticola) und die Westamerikanische Hemlocktanne (Tsuga heterophylla) befallen. Die Douglasie (Pseudotsuga menziesii) dagegen ist immun gegen den Befall durch Arceuthobium laricis.
Diese Art gilt in ihrem Verbreitungsgebiet als ein bedeutsamer Forstschädling, der wirtschaftlich großen Schaden vor allem an den Forstbeständen der Westamerikanischen Lärche anrichtet. Befallene Bäume zeigen verkrüppelten Wuchs (Hexenbesen), außerdem werden sie oft zusätzlich von anderen Baumkrankheiten befallen.